# Umetnostna zgodovina
Umétnostna zgodovína je humanistična veda, ki se ukvarja z razvojem likovne umetnosti. Ohranja spomin na umetnine in jih z raziskovanjem okoliščin nastanka pojasnjuje. Kot samostojna akademska disciplina se je uveljavila v 2. polovici 19. stoletja, ko so stilne in vsebinske analize del in monografij o umetnikih omogočile razvrstitev umetniških del v zgodovinske sklope: stari, srednji in novi vek. Stari vek se deli na ustvarjanje v času prazgodovine in prvih visokih kultur (mezopotamska in egipčanska umetnost, umetnost egejskih kultur, grška, etruščanska in rimska umetnost). Srednji vek se predvsem v Evropi deli na starokrščansko in bizantinsko umetnost, romaniko in gotiko. Novi vek se deli na renesanso in manierizem, barok in rokoko, umetnost 19. stoletja, art nouveau s slikarstvom impresionizma in umetnost 20. stoletja.
Stroke, ki ob raziskavah poskušajo umetnine in druge zgodovinske predmete in objekte ohranjati v dobrem stanju in jih zavarovati pred propadom pa so konservatorstvo, muzeologija, restavratorstvo, arheologija in etnologija. 
Tehnično umetnostni zgodovinar uporablja historično metodo, ko išče odgovore na vprašanja: Kako je umetnik prišel do ideje za delo, kdo so bili naročniki, kdo so bili umetnikovi učitelji, kdo je publika, kdo so bili umetnikovi učenci? Kakšne zgodovinske sile so oblikovale umetnikov opus in kako je umetnik ustvarjal ter s tem vplival na umetnostne, politične in družbene dogodke? Na veliko vprašanj te vrste ni mogoče zadovoljivo odgovoriti brez upoštevanja tudi temeljnega vprašanja o naravi umetnosti.
Umetnostna zgodovina ni samo biografsko prizadevanje. Umetnostni zgodovinarji pogosto osnujejo svojo študijo s pregledom posameznih predmetov. Tako poskušajo odgovoriti na zgodovinsko specifičen način na vprašanja, kot so: Katere so glavne značilnosti tega sloga, pomen, ki ga obravnavani predmet izraža, kako deluje vizualno, ali je umetnik izpolnil svoje cilje, kateri simboli so vpleteni in ali umetnina deluje diskurzivno?
Zgodovinska hrbtenica discipline je kronologija umetnin, ki so jih naročili javne ali verske inštitucije ali premožni posamezniki v Evropi, Aziji in na drugih celinah. Takšen vpliv ostaja izrazit, kar je prikazano z izbiro umetnin v umetniških zgodovinskih učbenikih. Zato je v 20. stoletju nastalo prizadevanje za ponovno opredelitev discipline, ki bo bolj vključevala ne-zahodne umetnosti, umetnosti, ki jo ustvarjajo ženske in ljudsko ustvarjalnost.

## Lastnosti likovnega dela
Vsako likovno delo, bodisi slikarsko, kiparsko ali arhitekturno, je treba z vidika umetnostne zgodovine razčleniti glede na:
- zgodovinske podatke, ki pomagajo uvrstiti delo v ustrezno okolje in zgodovinski čas, podatke o avtorju, času nastanka, kdo je bil naročnik in podobno;
- fizične lastnosti – ugotavljamo zvrst (slika, kip, stavba), material in tehniko, dimenzije in ohranjenost ter druge lastnosti vse glede na konkretno likovno delo;
- vsebinsko razčlenitev, ki pomaga razumeti upodobitev, saj je ista podoba pri različnih kulturah in v različnem obdobju lahko zelo različna;
- oblikovno analizo, kjer ugotavljamo uporabo likovnih prvin (površina, prostor, perspektiva, kompozicija, skladnost, ritem …), kako jih je umetnik uporabil za pripoved in podobno.

Za likovno delo se je vedno treba vprašati za razlog da je delo nastalo in kakšen pomen je imelo v času nastanka.

## Vsebinska razčlenitev
Najprej je treba upodobitev natančno pogledati. Zaznati je potrebne vse najmanjše podrobnosti, ugotoviti vsebino, jo eventualno povezati z zgodovinskim ozadjem, mitologijo, poskušati najti motiv, ugotoviti možne simbole, atribute, poosebitve itd. Razlikujemo:
- stvarno vsebino (to kar vidimo),
- čustveno vsebino (kar izpričuje) in
- sporočilno vsebino.

Pri razčlenjevanju naletimo na naslednje pojme:
Ikonografija, ki se ukvarja z opisom in poimenovanjem ter določanje upodobljene snovi in ikonologija, ki razlaga in interpretira upodobitev. Uporablja pisne vire (zgodovinske vire, literaturo, …), upošteva družbene okoliščine, naročnikove želje, eventualne prikrite pomene in podobno.
Pri opredeljevanju naletimo na pojme motiv, téma, snov, vsebina …
Vsebino likovnega dela predstavlja motiv. Motivi, kot neposredno spoznavni motiv, so: krajina, notranjščina (interier), žanr, tihožitje, portret in akt.
Téma nam pove od kod je ideja vzeta (mitologija, zgodovina, literatura, nabožna snov …). Ikonografske téme delimo na nabožne in posvetne. Mitološki motiv je množično zastopan v likovni umetnosti. V mitologijo sodijo legende, pripovedi in sage, ki so se ohranile še iz antičnih časov. V likovni umetnosti tako najdemo bogove in razna mitološka bitja. Dogodke iz preteklosti upodabljajo kot zgodovinske in literarne motive. Literarni motiv ima podlago v zapisanem besedilu, zgodovinski motiv pa v dogodkih, ki so se zgodili (bitke, vladarska dejanja, portreti, socialno angažirane vsebine …).
Krajina je motiv, ki prikazuje pokrajino kot samostojno podobo in ne del kompozicije. Krajine so bile pomembne v rimskem slikarstvu, še bolj pa od renesanse dalje. Da krajino prepoznamo, se je pojavila od 14. st. naprej, kot samostojna tema pa se je uporabljala od 17. st. naprej. V Italiji se je oblikoval poseben tip krajine – vedute. Te so natančno prikazovale mesto oziroma dele mesta. V romantiki so bile pogoste gorske krajine, dramatični prikazi narave, angleški slikarji so imeli radi razpoloženjske krajine, neukročeno naravo. Tudi impresionisti so radi upodabljali krajino. Za upodabljanje krajine se uporablja tudi izraz eksterier.
Za upodabljanje notranjščine (interier) je značilna človekova prisotnost, zasebno življenje. Slikarji so uporabljali tudi trike z ogledali v katerih se je videl del notranjosti. Prikazovanje notranjosti je bilo v različnih obdobjih vsebinsko različno.
Žanr ali podobe iz vsakdanjika so pogosto del kompozicije in so poznane že od časov starih civilizacij časov dalje (ljudje pri lovu na primer) in so bili priljubljeni v vseh obdobjih. Kot samostojen motiv se pojavi v renesansi, še posebej je bil priljubljen v 17. stoletju (ljudje na zabavi, pri delu, razgovorih …). Take upodobitve pogosto preidejo v skupinske portrete.
Tihožitje prikazuje predmete iz vsakdanjika. Običajno so tematsko zaokrožena: sadna, cvetlična, glasbena, kuhinjska, lovska … Glede na temo so naslikani izbrani predmeti. Tihožitje se pojavi že v rimski dobi, kot samostojna tema pa se uveljavi v 16. stoletju. Umetniki so pri tem dokazovali svojo veščino prikazovanja raznih materialov in njihovih značilnosti. V 17. st. se je uveljavilo posebno tihožitje – vanitas (ničevost), ki kaže minevanje, smrt (mrtvaška lobanja, peščena ura, ugasnjena sveča, obžrto cvetje …).
Portret (lat. protraho = izvleči, umetnik upodobi značilnosti osebe) je upodobitev osebe ali več oseb, ki se morajo prepoznati. Osebo oz. osebe lahko prepoznamo po zunanjih potezah, značaju, po družbenem položaju, oblačilu ali dogodku. Portreti so lahko realistični ali idealizirani celo karikirani. Glede na obliko ločimo različne izreze: samo obraz, doprsne, dopasne, dokolenske in celopostavne; sedeče, stoječe, klečeče, od strani, v tričetrtinskem zasuku, čelne itd. Portreti so glede na vsebino lahko samostojni ali podrejeni, portretiranci so lahko preoblečeni v kak kostum.
Akt (lat. actus = dejanje golega modela) predstavlja študijo ali upodobitev gole osebe. Poznamo jih že iz prazgodovine (Willendorfska Venera). Kot umetniški motiv so nastale v arhajskem obdobju grške umetnosti. Nastal je tip idealnega moškega oziroma ženske. Vse do 19. stoletja je bila pomembna lepota, pozneje tudi erotični vzgibi.
Pri upodobitvah pa se srečamo še z nekaterimi pojmi, ki so pomembni pri vsebinski razčlenitvi. To so:
Simbol (lat. symbolum = znamenje) pomeni sporočilo v obliki podatka. To je lahko predmet (žival, rastlina, oseba), znamenje (število, geometrijski lik) ali pojav (barva, naravni pojav). S pomočjo simbola lahko prepoznamo pomen upodobitve kot na primer: tehtnica je simbol pravice ali bela barva je simbol čistosti in podobno. Če simbol nastopa skupaj z osebami, je to atribut.
Atribut (lat. attributo = dodelim) je predmet, žival, rastlina ali oseba, ki določa osebo na upodobitvi. Pogosto pomagajo določiti upodobljenca (kralj ima krono, bogovi imajo svoje določene atribute …) ali pa celo določi zgodbo (Eva z jabolkom = pripoved o izvirnem grehu).
Poosebitev ali personifikacija je tedaj ko je pojem ali ideja upodobljena kot oseba, ki jo prepoznamo po atributu, napisu, drži in obleki. Značilnost je bila znana že v grški mitologiji (primer: deklica z žitnimi klasi = poletje). Splošne poosebitve so: Pravica ima tehtnico, Revščina razcapana oblačila itd.
Alegorija (iz grščine = drugače povedano) pomeni upodobitev, ko iz razmerja med vsemi prvinami izvemo njen pomen.

## Oblikovna razčlenitev
S pomočjo oblikovnih prvin spoznavamo zakonitosti oblikovanja, ki so značilen za posamezno obdobje v umetnosti ali umetnikov osebni slog. Osnovne likovne prvine so: točka, linija, svetloba, površina, prostor, perspektiva in kompozicija.
Točka je osnovna prvina oblikovanja. Lahko je okrogla ali druge oblike, velika ali majhna in sodeluje pri oblikovanju objekta.
Linija govori o gibanju v prostoru. Smeri gibanja je lahko več pri čemer navpičnico občutimo kot aktivno, vodoravno linijo pa kot pasivno smer gibanja. V nekaterih obdobjih umetnosti so bile pogoste valovite linije (barok), v renesansi pa sklenjene. Linija vpliva na estetsko vrednost upodobitve.
Značaj dela določata barva in svetloba. Na lastnost vplivana tako naravna kot umetna barva in svetloba. V različnih obdobjih v umetnosti so umetniki obe prvini uporabljali na zelo različen način, pogosto za modeliranje telesa. Barve imajo lahko tudi simboličen pomen: bela = čistost, zima,  mavrica na kateri sedi Kristus je njegov prestol. Je pa barva lahko tudi samostojna slikarska tema.
Površina je odvisna od uporabljenega material, tehnike in orodja. kakšen bo estetski učinek upodobitve je zelo odvisno od uporabe navedenih sestavin. Različno obdelana površina se predvsem na svetlobo odziva različno, kar pripomore k vtisu gledalca.
Perspektiva označuje način upodabljanja predmetov, oseb v razmerju do prostora. Z razvojem umetnosti se je znanje uporabe perspektive izpopolnjevalo in s tem tudi učinki prikazanih upodobitev. Načini upodabljanja v globino so bili različni s tem pa tudi dosežki. Poznamo med drugimi zračno, žabjo, ptičjo perspektivo, pa tudi:
1. Konceptualno perspektivo je način upodobitve telesa, ko ima oseba kombinacijo s profila videno glavo in čelno postavljen trup. Tak prikaz je bil značilen za mezopotamsko, egipčansko, tudi delno grško in etruščansko umetnost.
2. Osna perspektiva je način prikazovanja ko se linije predmetov v globini sicer stikajo, vendar ne v isti točki, ampak na navpični osi.
3. Ukrivljena perspektiva se je pojavila v 14. st., ko so slikarji želeli prikazati več prostorov hkrati, ki so jih nanizali zaporedoma in v loku.
4. Linearna perspektiva je način prikazovanj, ko se vse vzporedne linije, ki so pravokotne na vidno polje, stikajo v isti točki. Prvič je bil način uporabljen leta 1415.
5. Skrajšava je bila naslednja faza, ko so umetniki že obvladali linearno perspektivo. Uporabljali so jo za dramatičnost prikaza. Pogosta je bila v iluzionističnem slikarstvu.

Kompozicija pomeni povezovanje več prvin. Pove nam kakšna je njihova razporeditev glede na celoto. Tako govorimo o: odprti, središčni, simetrični, diagonalni, krožni, ploskoviti, svobodni kompoziciji ter po načeli zlatega reza.

## Morfološki slogi
Morfologija ali oblikoslovje obravnava lastnosti umetnin glede na zgodovinsko obdobje. Ločimo naslednje sloge:
Ploskoviti slog, pri tem so vse prvine kompozicije samostojen, skoraj nepovezane, prostor ni oblikovan, liki so anatomsko nelogični. Pri tem je bolj pomembna ideja kot resničnost. To velja tako za slikarstvo, kiparstvo kot arhitekturo.
Plastični slog pa, v nasprotju s ploskovitim, izraža resničen prostor, oblike, barve, čas, svetlobo. To je še posebej izrazito v kiparstvu klasičnega in renesančnega obdobja. V arhitekturi so znani primeri iz romanike, renesanse in drugih obdobij.
Slikoviti slog pa kaže takšno podobo, kot jo sporoča vtis oziroma občutek. Pri tem je obris teles zabrisan, poudarjeni so gibi, čustva. Take umetnine so nastajale v gotiki, baroku in rokokoju. Arhitektura je razdrobljena in zahteva od gledalca več pogledov, pobarvane površine dajejo vtis nasičenosti. Kipe je treba gledati iz različnih strani, slikarji so uporabljali dramatične prizore, iluzionizem.

## Znanstvena analiza
Znanstveni napredek je omogočil veliko bolj natančno raziskavo materialov in tehnik, ki se uporabljajo za ustvarjanje likovnega dela. Predvsem infra-rdeče in x-ray fotografske tehnike so omogočile izslediti številne podslikave, osnutke (skice) za slikarska dela. Pravilna analiza pigmentov, ki se uporabljajo v barvah omogoča natančnejše določanje časa nastanka in določanje avtorstva. Dendrokronologija za panelne slike ali lesene konstrukcije in kipe ali radio-karbonsko datiranje za stare predmete iz organskih snovi, so uporabne znanstvene metode za datiranje objektov za potrditev ali popravek datumov, ki izhajajo iz slogovne analize ali listinskih dokumentov. Razvoj dobre barvne fotografije in informatike je omogočilo digitalizacijo, tako da so likovna dela na voljo na internetu ali s pomočjo drugi medijev, kar je spremenilo študij različnih vrst umetnosti, še posebej tistih, ki zajemajo predmete, ki obstajajo v velikem številu in so razpršene med zbirkami.

## Akademska disciplina
Študij umetnostne zgodovine je relativno nova disciplina, ki se formalno začne v 19. stoletju (podobne raziskave o umetnikih je delal že G. Vasari), medtem ko je analiza drugih vej zgodovine in politične zgodovine, zgodovine literature in zgodovine znanosti začne že prej. Razlog je predvsem v jasnosti in zmogljivosti razširjati pisano besedo. Umetnostna zgodovina temelji na formalnem konceptu analize, ikonologiji, semiotiki (strukturalizem, poststrukturalizem in dekonstrukcija), psihoanalizi, kakor tudi na primarnih in sekundarnih virih.  Fotografske reprodukcije in tiskarske tehnike po drugi svetovni vojni so povečale možnost za zanesljivo reprodukcijo umetniških del. Spoštovanje in študij vizualnih umetnosti je področje raziskav mnogih avtorjev poznega dvajsetega stoletja. Opredelitev umetnostne zgodovine kaže razkorak, ki obstaja v sami definiciji umetnosti: umetnost kot zgodovina v kontekstu antropologije ali umetnost kot študija oblike.